# Kejnezijanizam
Kejnezijanizam ili Keynesova škola je naziv za makroekonomsku teoriju temeljenu na idejama britanskog ekonomista Johna Maynarda Keynesa.
Prema njegovim teorijama odluke koje se donose u privatnom sektoru narodnog gospodarstva ponekad dovode do neefektivnih, odnosno neželjenih makroekonomskih posljedica, a koje može suzbiti aktivna ekonomska politika preko javnog sektora, odnosno monetarna politika centralne banke i fiskalna politika vlade koja nastoji stimulirati proizvodnju bez obzira na poslovne cikluse. 
Keynes je te ideje prvi put opisao u svom djelu The General Theory of Employment, Interest and Money iz 1936. godine. Iako se to djelo smatra jednim od najutjecajnijih u povijesti ekonomske znanosti, njegova tumačenja su predmet rasprava, tako da se nekoliko međusobno suprotstavljenih struja naziva kejnzijanskim.
Kejnzijanska ekonomija zagovara miješano gospodarstvo - odnosno dominaciju privatnog sektora uz važnu ulogu vlade i javnog sektora. Taj je model dominirao ekonomskim politikama vodećih zapadnih zemalja pred kraj Velike ekonomske krize, u drugom svjetskom ratu te u poratnim desetljećima sve do 1970-ih kada je izgubio svoj utjcaj zbog toga što mu se pripisivao novi fenomen stagflacije. krajem 2000-ih i početkom 2010-ih je, međutim, dovela do svojevrsnog preporoda kejnzijanskih ideja koje su stekle popularnost kako među javnošću, tako i među mnogim zapadnim vladama.

## Vanjske poveznice
- Why America Must have a Fiscal Stimulus  Arhivirana inačica izvorne stranice od 24. studenoga 2010. (Wayback Machine) Lawrence Summers, Harvard Kennedy School's Belfer Center
- "We are all Keynesians now"  Arhivirana inačica izvorne stranice od 5. kolovoza 2012. (Wayback Machine) historic piece; macroeconomics in mass publications
- Donald Markwell, Keynes and Australia, Reserve Bank of Australia, 2000   Arhivirana inačica izvorne stranice od 27. lipnja 2001. (Wayback Machine)
- Alan Greenspan Speech  Arhivirana inačica izvorne stranice od 20. veljače 2021. (Wayback Machine) Alan Greenspan blames Keynesian economics for debilitating the U.S. economy prior to the Presidency of Ronald Reagan.